# Castell de Dunvegan
El castell de Dunvegan (Caisteal Dhùn Bheagain) es troba 1 milla (1.6 km) al nord de Dunvegan, a l'illa de Skye, davant de la costa oest d'Escòcia. És la seu del MacLeod de MacLeod, cap del clan MacLeod . Probablement un lloc fortificat des dels temps més antics, el castell es va construir per primera vegada al segle XIII i es va desenvolupar de manera fragmentària al llarg dels segles. Al segle XIX tot el castell va ser remodelat en un estil simulat-medieval. El castell està construït sobre una roca elevada que domina una entrada a la riba oriental del llac Dunvegan, un llac marí.

## Història
El promontori va ser tancat per un mur cortina al segle XIII, i a finals del segle XIV es va construir una casa torre de quatre plantes. Aquesta torre era d'estil similar a les estructures contemporànies del castell de Kisimul i Caisteal Maol. Alasdair Crotach, el 8è cap, va afegir la Torre de les Fades com a edifici separat cap al 1500. Durant el segle XVII es van construir noves sèries d'edificis entre l'antiga torre i la Torre de les Fades, començant el 1623 amb l'apartament estatal construït per Ruairidh Mòr . L'antiga torre va ser abandonada posteriorment fins a finals del segle XVIII, quan el cabdill XXII va iniciar el procés d'homogeneïtzació de l'aspecte del castell. Aquest procés va continuar sota els caps 24 i 25, amb l'addició de merlets simulats i el nou enfocament sobre un pont llevadís des de l'est. L'aspecte actual del castell data dels voltants de l'any 1840 quan es va completar aquest procés de "baronalització". El castell és un edifici catalogat de categoria A.

## Lloc
El castell de Dunvegan ocupa el cim d'una roca d'uns 50 peus (15 m) sobre el nivell del mar, que sobresurt a la riba oriental d'una cala o badia orientada al nord. Al costat est, cap a terra del lloc, hi ha una séquia parcialment natural d'uns 18 peus (5.5 m) profund.

## Artefactes
Les herències familiars notables que es conserven al castell de Dunvegan inclouen:
- Copa Dunvegan
- Bandera de fades
- Banya de Sir Rory Mor

## Imatges

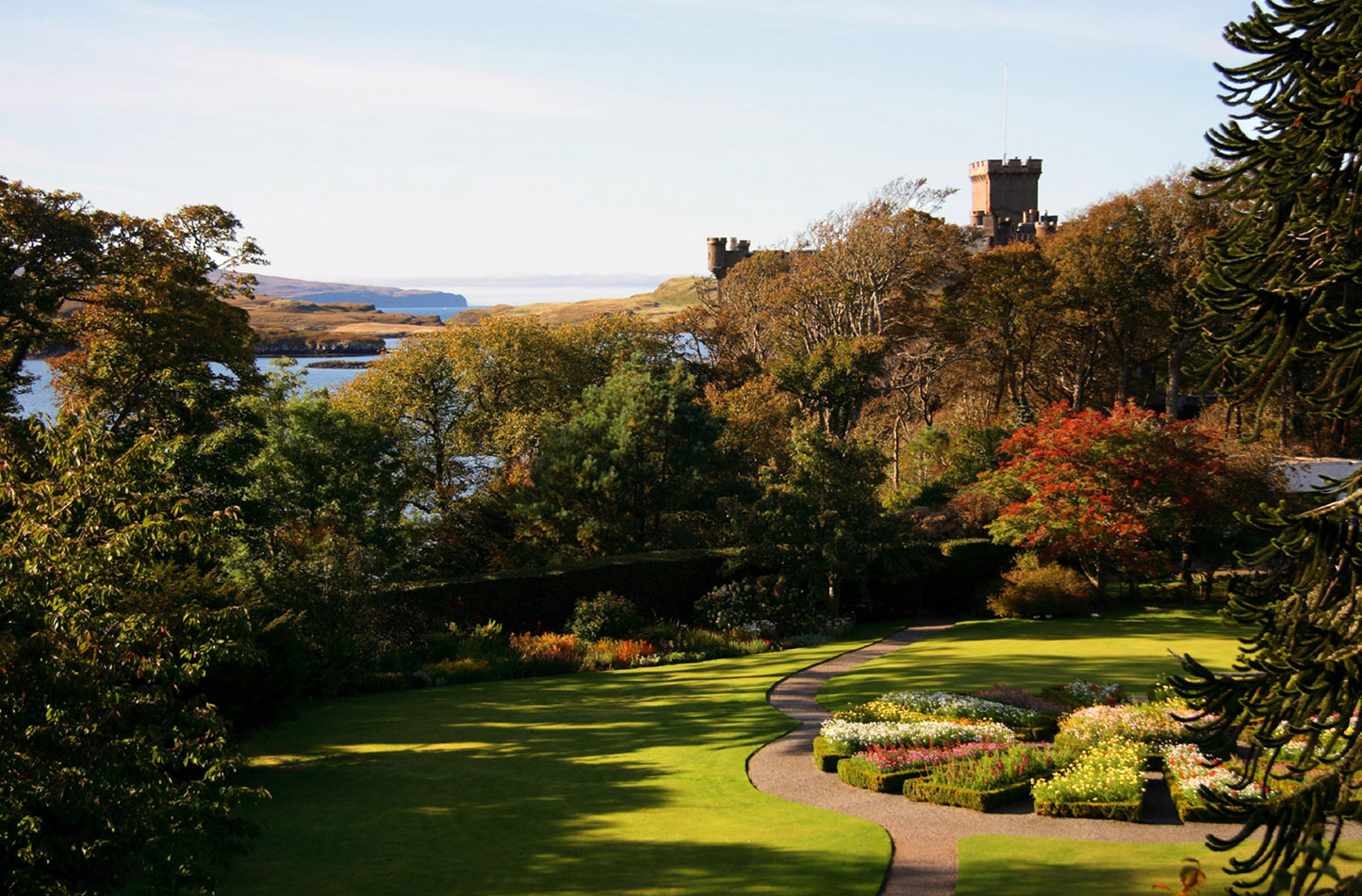
Jardí rodó, castell de Dunvegan
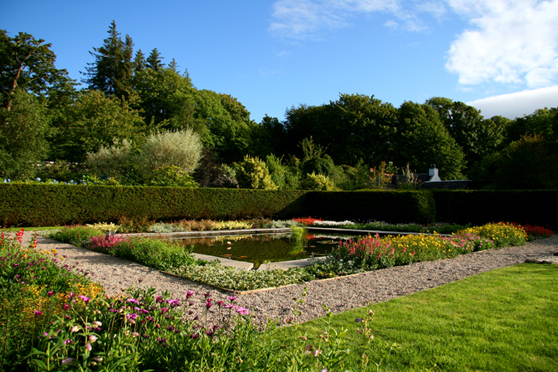
El jardí emmurallat, castell de Dunvegan
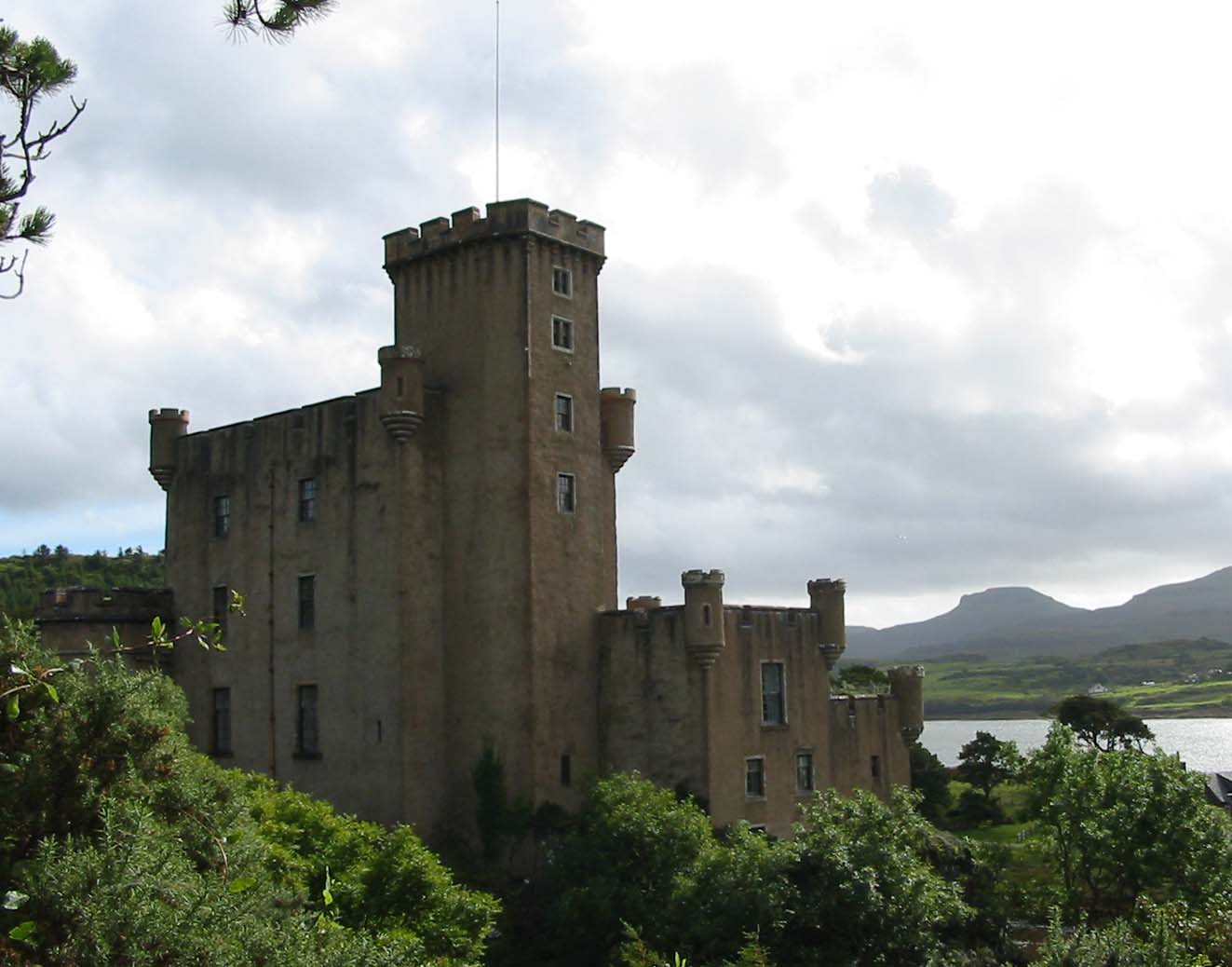
Castell de Dunvegan
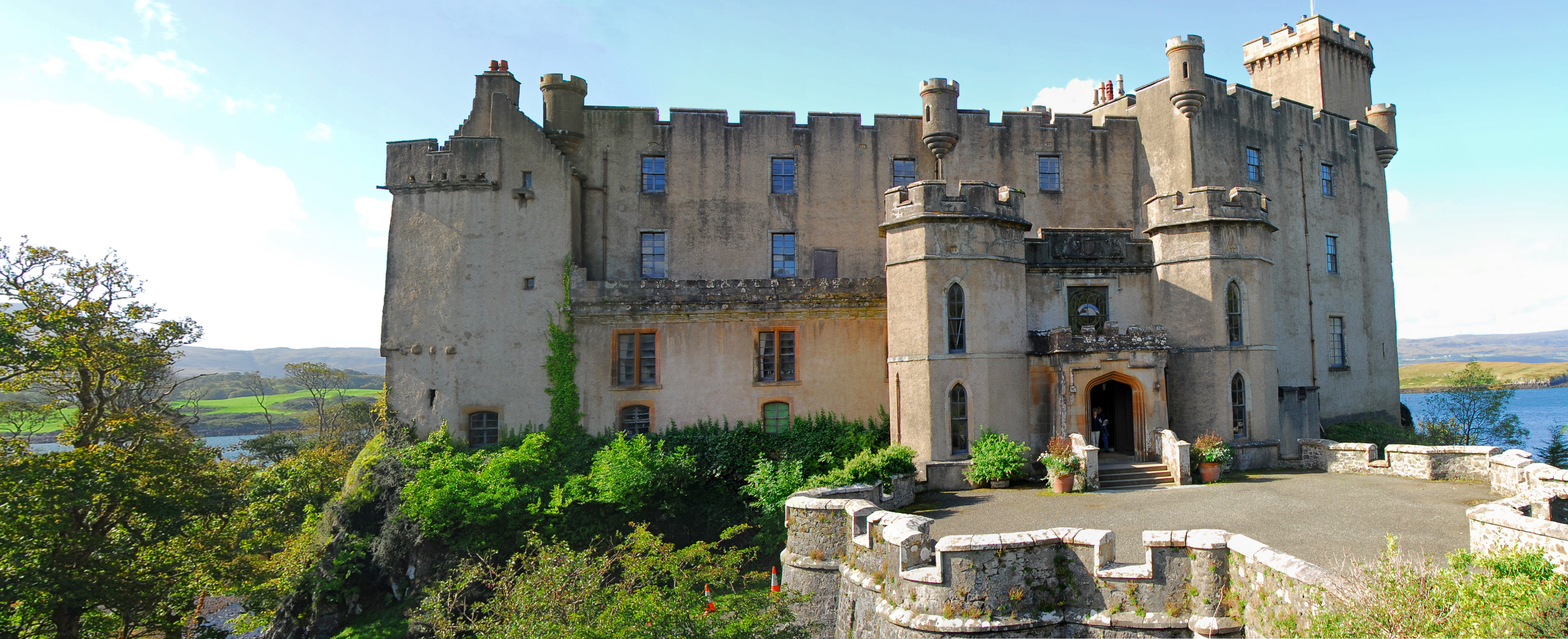
Panorama del castell de Dunvegan
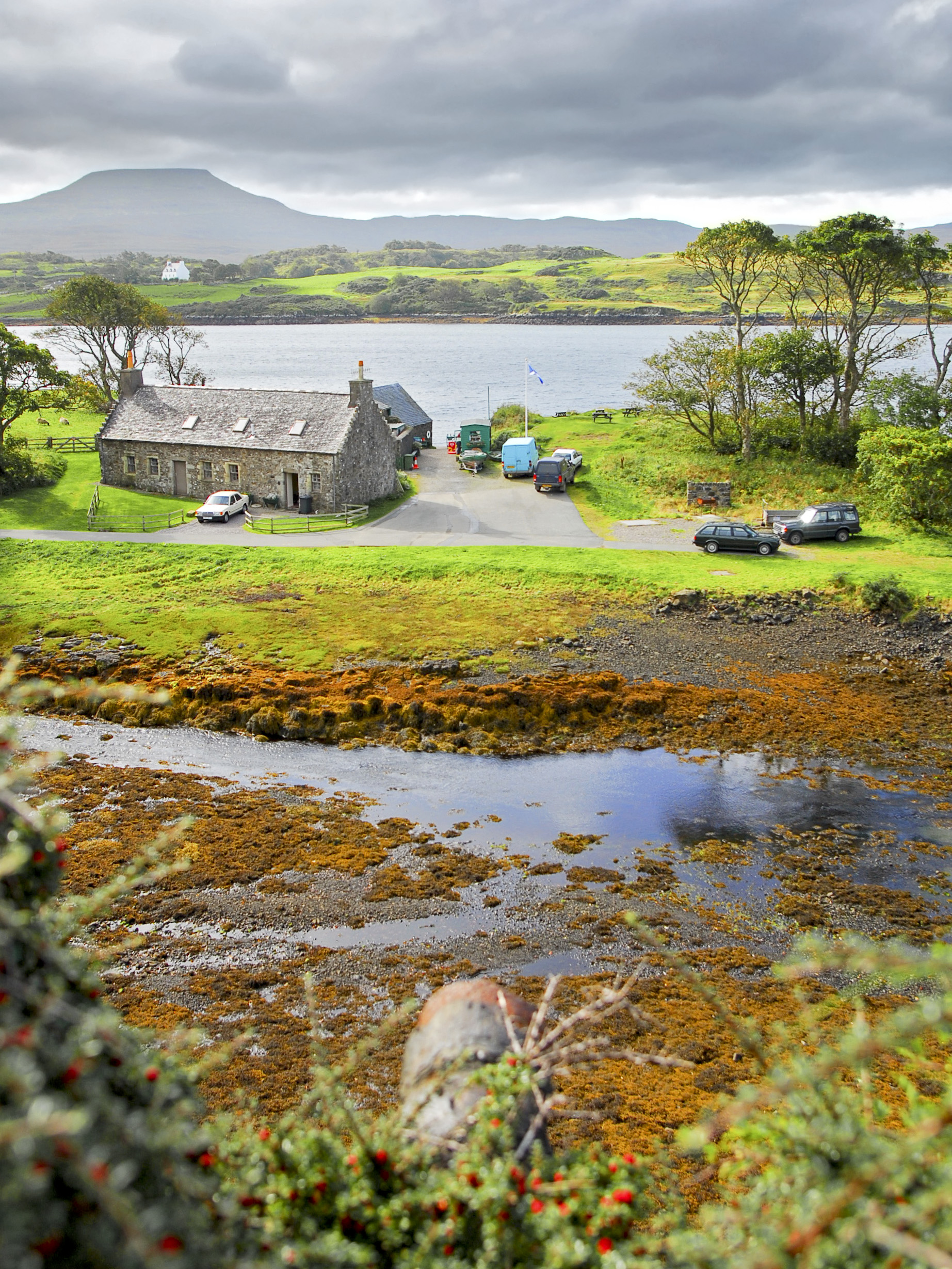
Port del castell de Dunvegan
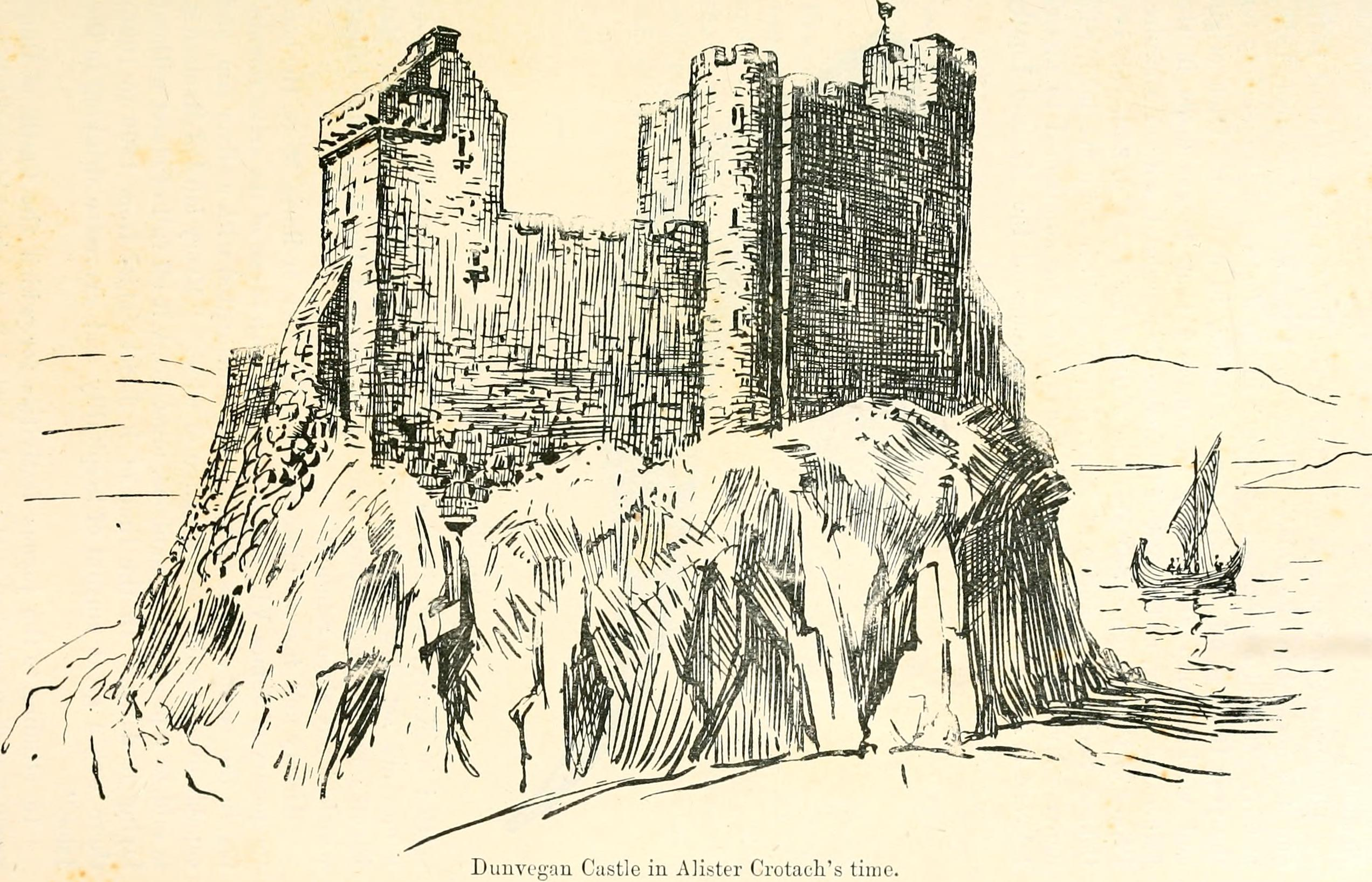
Impressió artística del castell c. 1500